# Szczęśliwy człowiek (film 2000)
Szczęśliwy człowiek – polski film psychologiczny z 2000 w reżyserii Małgorzaty Szumowskiej, napisany na podstawie autorskiego scenariusza.

## Opis fabuły
Film opowiada o losach Marii Sosnowskiej i jej 30-letniego syna Jana, którzy mieszkają w ubogim krakowskim domu. Nie wiedzie im się najlepiej, gdyż Jan nie ma stałej pracy. Gdy Maria dostaje propozycję pracy, musi najpierw przejść badania lekarskie. Okazuje się, że nie może pracować, gdyż jest chora na raka płuc i zostało jej jedynie kilka miesięcy życia. Nie udaje jej się zataić tego faktu przed synem. Tymczasem Jan chce spełnić swoje marzenia i jednocześnie wynagrodzić Marii lata cierpień. Poznaje dziewczynę i ma zamiar się z nią ożenić.

## Główne role
- Jadwiga Jankowska-Cieślak – Maria Sosnowska, matka Jana
- Małgorzata Hajewska-Krzysztofik – Marta
- Piotr Jankowski – Jan Sosnowski
- Roman Gancarczyk – "Rudy", kolega Jana z klasy
- Mieczysław Grąbka – Rajmund, sąsiad Sosnowskich
- Andrzej Hudziak – lekarz

## Odbiór
Krzysztof Kornacki odczytywał Szczęśliwego człowieka przez pryzmat pokolenia filmowców z lat 60. i 70., twierdząc, iż film Szumowskiej cechuje się konserwatywnym przekazem: „Zbyt silne uzależnienie od matki czyni z bohatera filmu życiowego nieudacznika”, toteż film promuje tradycyjne wartości rodzinne. Jamie Russell z BBC pisał ironicznie, iż: „Każda scena jest tak ponura i szara, że zastanawiasz się, czy reżyserka Szumowska miała za kamerą armię Skod wypompowujących spaliny”, a „zamieniając Szczęśliwego człowieka w ostrą krytykę męskiego egoizmu, Szumowska nie pozostawia nam wątpliwości, że kobietom będzie chyba lepiej bez mężczyzn... Przynajmniej o ile Jan jest jakimkolwiek wskaźnikiem tego, co męski gatunek ma do zaoferowania”. Jack Helbig z „Chicago Readera” pisał, że Szczęśliwy człowiek jest filmem „pięknym, ale bezlitośnie ponurym”. Dagmara Romanowska z Onetu kwitowała film Szumowskiej słowami, iż reżyserka posługuje się „kiczowatą” symboliką oraz „teatralną, przerysowaną” grą Małgorzaty Hajewskiej-Krzysztofik oraz Piotra Jankowskiego, wskutek czego Szczęśliwy człowiek na sukces za granicą „wydaje się [...] nie zasługiwać”. Lech Kurpiewski w piśmie „Film” twierdził, iż Jan w interpretacji Jankowskiego staje się nie tyle osobnikiem zagubionym, ile wręcz „odbiegającym od normy psychicznej”, a całość jest zainscenizowana w sposób „drażniący sztucznością” i „telenowelowymi rozwiązaniami fabularnymi”.